# Anna Dostoievskaia
Anna Grigorievna Dostoievskaia (em russo:  Анна Григорьевна Достоевская; 12 de setembro de 1846 – 9 de junho de 1918) foi uma memorialista, estenógrafa, assistente e segunda esposa de Fiódor Dostoiévski (desde 1867). Ela também foi uma das primeiras mulheres filatelistas na Rússia. Ela escreveu dois livros biográficos sobre Fiódor Dostoiévski: Diário de Anna Dostoievskaia em 1867, que foi publicado em 1923 após sua morte, e Memórias de Anna Dostoievskaia (também conhecido como Reminiscência de Anna Dostoievskaia), publicado em 1925.

## Vida inicial
Anna Dostoevskaya (nascida Snitkina) nasceu de Maria Anna e Grigory Ivanovich Snitkin. Anna se graduou em uma escola acadêmica summa cum laude e, posteriormente, treinou como estenógrafa.

## Casamento
Em 4 de outubro de 1866, Anna Snitkina começou a trabalhar como estenógrafa do romance de Dostoiévski O Jogador. Um mês depois, eles ficaram noivos.
Nas Memórias, Anna descreve como Dostoiévski iniciou sua proposta de casamento descrevendo o enredo de um novo romance imaginário, como se ele precisasse de seus conselhos sobre psicologia feminina. Na história, um velho pintor faz uma proposta a uma jovem cujo nome é Anya. Dostoiévski perguntou se era possível uma garota tão jovem e de personalidade diferente se apaixonar pelo pintor. Anna respondeu que era bem possível. Então ele disse a Anna: "Coloque-se no lugar dela por um momento. Imagine que eu sou o pintor, confessei a você e pedi que você fosse minha esposa. O que você responderia?" Anna disse: "Eu responderia que te amo e te amarei para sempre".
Em 15 de fevereiro de 1867, o casal se casou. Dois meses depois, foram para o exterior, onde permaneceram por mais de quatro anos (até julho de 1871). Pouco antes da partida, dois credores de Dostoiévski apresentaram queixa contra ele.
Durante uma parada em Baden, Dostoiévski perdeu todo o seu dinheiro jogando roleta, assim como as roupas e pertences de sua esposa - ele frequentemente penhorava suas joias e as dela. Anna parece ter conseguido, como o próprio Dostoiévski, separar sua mania de jogo de sua personalidade moral e considerá-la algo estranho ao seu verdadeiro caráter. Naquela época, Anna começou a escrever o diário. Por quase um ano, eles viveram em Genebra. Dostoiévski trabalhou muito para recuperar sua fortuna. Em 22 de fevereiro de 1868, sua primeira filha Sofia nasceu, mas morreu em 24 de maio aos três meses de idade. Depois nasceu Alyosha, que também faleceu cedo. Em 1869, em Dresden, nasceu sua segunda filha, chamada Liubov Dostoievskaia (falecida em 1926). Ao retornar a São Petersburgo, Anna deu à luz dois filhos, Fiódor (16 de julho de 1871 – 1922) e Alexei (10 de agosto de 1875 – 16 de maio de 1878). Anna assumiu todas as questões financeiras, incluindo a publicação de assuntos comerciais e negociações, e logo libertou o marido da dívida. Em 1871, Dostoiévski desistiu dos jogos de azar.

## Vida tardia

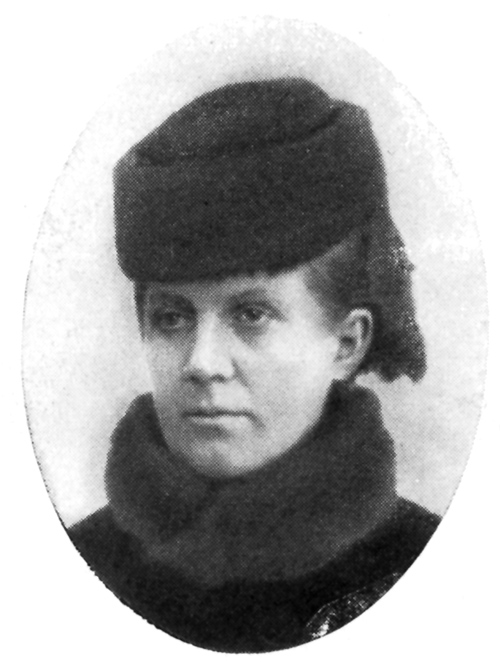
Dostoievskaia na década de 1880

No ano da morte de Dostoiévski (1881), Anna completou 35 anos. Ela nunca se casou novamente. Após a morte de seu marido, ela coletou seus manuscritos, cartas, documentos e fotografias. Ela fundou o Museu Memorial Dostoiévski, primeiro museu literário da Rússia, por volta de 1880. Em 1906, ela criou uma sala com esse nome dedicada a Fiódor Dostoiévski no Museu Histórico do Estado. Ela faleceu em 22 de junho de 1918 em Yalta, aos 72 anos.

## Carreira
Anna Dostoievskaia, nascida Snitkina, treinou para ser estenógrafa e planejava ganhar seu próprio sustento. Ela foi recomendada pelo professor a Fiódor Dostoiévski para ajudá-lo a completar seu romance O Jogador. Dostoiévski havia concordado com um contrato com o editor F. T. Stellovsky, que perderia seus direitos autorais sobre este romance e futuros romances por quase 10 anos se ele não cumprisse um prazo. A família de Anna era uma grande admiradora de Dostoiévski, principalmente seu pai, que lera todos os seus livros. Eles não tiveram muito tempo, mas Anna estava determinada. Inicialmente, Dostoiévski ditava rápido demais, mas uma vez que eles estabeleceram um ritmo, concluíram o projeto bem a tempo. Eles também se apaixonaram.
Anna não teve a carreira que planejava, mas era essencial para o trabalho de Dostoiévski. Ela assumiu as vendas de seus romances, particularmente Os Demônios, do apartamento deles em São Petersburgo, e começou a administrar seus negócios.

## Filatelia
Sua coleção de selos foi criada em 1867 em Dresden. Começou, como explicado nas Memórias de Anna Dostoyevskaya, com uma disputa entre Anna e Fiódor, que fez alguns comentários críticos sobre a inconstância feminina. Anna ficou irritada por o marido não considerar as mulheres de sua geração capazes de persistência ou devoção a nada. Ela disse ao marido que iria provar que ele estava errado e mostrar que uma mulher pode perseguir um objetivo por anos. Ela decidiu colecionar selos e preencheu sua coleção ao longo de sua vida. Segundo as Memórias, ela não comprou um único selo. Todos eles foram suas próprias descobertas ou doações de amigos. O destino desta coleção é desconhecido.